# Elida Cangonji
Elida Cangonji (ur. 31 października 1953 w Tiranie, zm. 28 listopada 2016 we Francji) – albańska lekarka i aktorka nieprofesjonalna.

## Życiorys
W 1977 ukończyła wyższe studia medyczne na Uniwersytecie Tirańskim. W czasie studiów została wybrana przez reżysera Viktora Gjikę do zagrania jednej z głównych ról w filmie Rruge te bardha. Rola Zany przyniosła jej popularność i spowodowała, że została zaangażowana do kolejnych pięciu filmów fabularnych. Rola Very w filmie Në fillim të verës przyniosła jej nagrodę na Festiwalu Filmów Albańskich. Przygodę z filmem zakończyła w 1977, poświęcając się pracy lekarki. Pracowała w jednym z tirańskich szpitali, była także jedną z nielicznych w Albanii specjalistek w dziedzinie psychiatrii dziecięcej. Kierowała działającym w Tiranie Centrum Rozwoju Dziecka. W latach 1994–1995 odbyła studia podyplomowe w Lyonie. W latach 1998-2000 współpracowała z albańskim ministerstwem zdrowia, reprezentując Albanię w WHO. Ostatnie lata życia spędziła we Francji, gdzie zmarła na białaczkę.

## Role filmowe
- 1974: Rrugë të bardha jako Zana, pracownica centrali
- 1974: Shtigje të luftës jako nauczycielka
- 1974: Shpërthimi
- 1975: Në fillim të verës jako Vera
- 1977: Njeriu me top jako Zare
- 1977: Në kufi të dy legjendave jako Lena